# 高橋賢 (会計学者)
高橋 賢（たかはし まさる、1968年 - ）は、日本の会計学者。専門は原価計算、管理会計。長崎県諫早市出身。横浜国立大学大学院教授。学位は、博士（商学）（一橋大学）。日本簿記学会学会賞受賞。会計検査院特別研究官等も務めた。

## 学歴
- 1987年　長崎県立諫早高等学校卒業[2]
- 1991年　一橋大学商学部卒業
- 1996年　一橋大学大学院商学研究科博士後期課程単位取得退学
- 2009年　博士（商学）（一橋大学）

## 職歴
- 1996年　千葉大学法経学部講師
- 1998年　千葉大学法経学部助教授
- 2000年　横浜国立大学経営学部助教授
- 2004年　ポワティエ大学外国人招聘助教授
- 2011年　横浜国立大学大学院国際社会科学研究科教授
- 2013年　会計検査院特別研究官（2015年3月まで）
- 2015年　総務省情報通信行政・郵政審議会専門委員
- 2017年　総務省情報通信審議会専門委員

## 受賞
- 2005年　日本簿記学会学会賞受賞

## 著書
- 『直接原価計算論発達史』2008年、中央経済社
- 『テキスト原価会計』2009年、中央経済社
- 『管理会計の変革』（中村博之と共編著）2013年、中央経済社
- 『地域再生のための経営と会計：産業クラスターの可能性』(二神恭一、高山貢と共編著）、2014年、中央経済社
- 『テキスト会計学講義』(原俊雄と共編著）、2018年、中央経済社
- 『管理会計の再構築:本質的機能とメゾ管理会計への展開』2019年、中央経済社
- 『直接原価計算論：学説の変遷とわが国での展開』2024年、中央経済社